# ユルヨ・ニッカネン
ユルヨ・ニッカネン（ヨウコ・ユルヨ・ニッカネン、Jouko Yrjö Nikkanen、1914年12月31日 - 1985年11月18日）は、フィンランドの陸上競技選手。1936年ベルリンオリンピックの銀メダリストである。

## 経歴
ニッカネンは、1936年ベルリンオリンピックのやり投に出場。70.77mで、ドイツのゲルハルト・シュテックに次いで、また、同じフィンランドのカレルヴォ・トイヴォネンにわずか5cmであるが競り勝ち、銀メダルを獲得した。
ニッカネンは、1938年8月25日にやり投で77.86mの世界新記録を樹立した。その2ヵ月後の10月16日には、78.70mを投げ、自身の世界記録を更新した。この記録は1953年にアメリカのバッド・ヘルドによって破られるまで15年間破られなかった。